# 2424
2424 è un film del 2002 scritto da Kim Hyeong-jin e diretto da Lee Yeon-woo.

## Trama
Park Tae-ho è un mafioso che deve organizzare il trasporto di un preziosissimo carico di diamanti; la polizia, che ha avuto una soffiata, riesce però a infiltrarsi nel covo e a carpire informazioni. Sia la polizia che i mafiosi perdono però a un certo punto le tracce del bottino, dimostrandosi pronti a tutto per mettere le mani su di esso.

## Distribuzione
In Corea del Sud la pellicola ha goduto di una distribuzione a livello nazionale, a partire dal 18 ottobre 2002.